# Cesty (Dagmar Voňková)
Nepojmenovaná EP deska, vydaná jako sedmý díl edice Cesty, je druhou malou deskou Dagmar Voňkové. Obsahuje tři autorské písničky nahrané během koncertu v klubu Na Petynce. Sleeve-note napsal Michal Konečný.

## Písničky
1. Vyhozený blues – 3:43
2. Kudlanka – 2:14
3. Lipečka – 4:13